# Вакарече (Рим)
Вакарече је насеље у Италији у округу Рим, региону Лацио.
Према процени из 2011. у насељу је живело 135 становника. Насеље се налази на надморској висини од 556 м.